# Glicoside 3-deidrogenasi
La glicoside 3-deidrogenasi è un enzima appartenente alla classe delle ossidoreduttasi, che catalizza la seguente reazione:
saccarosio + accettore ⇄ 3-deidro-α-D-glicosil-β-D-fruttofuranoside + accettore ridotto
L'enzima è una flavoproteina (FAD). L'enzima agisce sul D-glucosio, D-galattosio, sui D-glicosidi e  D-galattosidi, ma i D-glicosidi molto più rapidamente dei D-galattosidi.